# 布鲁娜·科隆贝蒂-佩龙奇尼
布鲁娜·科隆贝蒂-佩龙奇尼（義大利語：Bruna Colombetti-Peroncini，1936年1月27日—2008年7月26日），意大利击剑运动员。她曾代表意大利参加1956年、1960年、1964年和1968年夏季奥林匹克运动会击剑比赛。